# Insitu (entreprise)
Pour l’article homonyme, voir INSITU.
Insitu Inc. est une entreprise américaine qui conçoit, développe et fabrique des systèmes aériens sans pilote, c'est-à-dire des drones.
Filiale de Boeing Defense, Space & Security, elle possède plusieurs bureaux aux États-Unis, au Royaume-Uni et en Australie.
L'entreprise développe plusieurs produits dont le Boeing ScanEagle et le Boeing Insitu RQ-21 Blackjack (en).